# Ryszard Fudali
Ryszard Fudali (ur. 16 sierpnia 1971 w Krakowie) – polski piłkarz grający na pozycji środkowego obrońcy.

## Życiorys
Karierę piłkarską Fudali rozpoczął w klubie Hutnik Kraków. W 1990 roku awansował do kadry pierwszej drużyny Hutnika i w sezonie 1990/1991 zadebiutował w nim w polskiej pierwszej lidze. W latach 1993–1997 był podstawowym zawodnikiem Hutnika. W sezonie 1995/1996 zajął z Hutnikiem 3. miejsce w lidze, najwyższe w historii klubu. W sezonie 1996/1997 wystąpił z nim w Pucharze UEFA, a następnie spadł z nim do drugiej ligi.
Po spadku z pierwszej ligi Fudali odszedł z Hutnika. W sezonie 1997/1998 grał w Śląsku Wrocław, a następnie w Czuwaju Przemyśl. W latach 1998–2002 był zawodnikiem Cracovii. W swojej karierze grał też w Proszowiance Proszowice (2003-2005), Puszczy Niepołomice (2005-2007) i Zjednoczonych Branice (2007).
Ogółem w polskiej ekstraklasie Fudali rozegrał 156 meczów i strzelił 1 bramkę.